# Джодхпур (князівство)
Джодхпурське князівство або князівство Марвар (1250—1949 роки) — держава на півострові Індостан, що утворилося під час послаблення Делійського султанату у середині XIII ст. Було одним з провідних князівств раджпутів.

## Історія
Утворилося в старовинній індійській області Марвар. Тривалий час тут правили Гуджара-Пратіхари, а потім Делійський султанат. У 1250-х роках утворюється невеличке князівство під орудою раджпутського клану Ратхор. Столицею стала старовинна фортеця Мандора. Протягом 2-ї половини XIII — 1-ї XIV ст. відбувалася тривала й запекла боротьба за незалежність держави з мусульманськими володаря. У 1399 році вдалося скористатися значним занепадом Делійського султанату й стати незалежним.
З початку XV ст. володарі Марвару вели запеклі війни з сусідніми раджпутськими державами, насамперед Меваром і Бунді за домінування в Раджастхані. Водночас меварські війська протистояли мусульманським володарям Пенджабу та династії Сайїдів з Делі. У 1430-х років утворюється марваро-меварська коаліція, що протистоїть Гуджаратському і Малавському султанату. У 1459 році засновано нову столицю Джодхпур, від якого Марвара стали називати Джодхпурським князівством.
Протягом 1460—1510-х років було розширено владу на сусідні землі, фактично розділено Раджастхан з Меварським князівством. разом з останнім правителі Джодхпуру боролися проти мусульманських держав Північної та Західної Індії. Втім амбіції магаранів Мевару призвели до конфлікту з Марвар-Джодхпуром. Проте у 1540-х років Джодхпур зазнав нищівної поразки від Сурідів, проте швидко відновився у 1550-х роках.
Протягом 1560—1570-х років раджі Джодхпуру відчайдушно боролися проти Імперії Великих Моголів. Втім, у 1581 році зазнали поразки, а новий володар Удай Сінґх визнав зверхність могольського падишаха Акбара. З останнім навіть марварські раджі породичалися — рані Манматі стала дружина спадкоємця трону Саліма.
Марвар-Джодхпур зберігав вірність володарям Великих Моголів до 1678 року, коли падишах Аурангзеб, скориставшись обставинами, вирішив захопив князівство. З цього моменту починається тривала боротьба з могольськими військами, що завершується лише у 1712 році визнанням номінальної зверхності Делі з боку Джодхпуру. При цьому фактичну владу Марвар поділив з князівством Мервар і Джайпура
Боротьба за владу у 1720-х роках призвела до послаблення держави, що у 1730-х роках призвело до поразки від маратхів. В результаті Джодхпур вимушений був визнати зверхність пешви з Імперії Маратха. У 1750-х роках вдалося відновити самостійність, але вже у 1770-х роках війська Джодхпура, послаблені протистоянням з Джайпуром і Меваром, зазнали нищівної поразки від магарадж Гваліору, які встановили зверхність над цим князівством.
Після Другої англо-маратхської війни у 1805 році князівство Джодхпур зуміло відновити самостійність. З цього моменту воно почало боротьбу проти Британської Ост-Індської компанії. Водночас у 1806 році вдалося завдали поразки коаліції Мевару, Джайпуру та Біканеру. У 1818 році укладено договір з британцями, проте не визнано їх влади. Лише у 1830 році було укладено субсідіарний договір, чим фактично визнано зверхність британців. Під час Сипайського повстання війська Джодхпуру допомагали колонізаторам придушувати спротив у північній Індії.
Під час перемовин щодо підписання угоди до приєднання Джодхпуру до Пакистану або Індії тривалий час точилася суперечка. У 1947 році існував проект щодо приєднання до Пакистану при умові збереження внутрішньої самостійності князівства. Втім це викликало невдоволення індуїстського населення. Зрештою у 1949 році Джодхпур став частиною штату Раджастхан в Республіці Індія.

## Державний устрій
На чолі стояв володар, який мав вищу військову, політичну та судову владу. Спочатку він носив титул рао. З 1581 році став називатися раджею (аналог рао). У 1713 році правителі Марвара-Джодхпуру стали титулувати себе магараджами.
Загалом держава обіймала площу в 90,554 км², що поділялася на області (пасарги), на чолі яких стояли хакіми. Останніх призначав власне володар.

## Економіка
Основу становили скотарство, оскільки значна частина князівства розташовувалося в пустелі Тар. Частково була розвинена торгівля. Значного піднесення в часи розквіту держави у XVI—XVIII ст. мали шкіряне і бавовняне виробництво, продукція з деревини (сировина здебільшого завозилася). Здійснювалося видобування різних корисних копалень, зокрема піщанику.

## Культура
Значного розвитку архітектура досягла в часи перебування під владою Великих Моголів (до конфліктів 1760-х років) В цей час розбудовується столиця державу Джодхпур. Значні будівельні роботи здійснюються також в часи здобуття самостійності від влади могольських падишахів у XVIII ст. Перебування під протекторатом Великої Британії не завадило магараджам Джодхпуру здійснювати масштабні роботи Прикрасою є палац Умайд-Бхаван XX ст.
У XVI ст. тут сформувалася власна школа живопису, яка зазнала впливу гуджаратського і могольського живописів. Також до Джодхпуру запрошувалися делійські маляри, особливо ті, що працювали при дворі могольського падишаха. Стрімкий розвиток живопису відбувся у 1720-х років й тривав до 1-ї половини XIX ст. З середини того ж століття починає занепадати.
При дворі володарів постійно мешкали придворні поети. Також традиційно раджі та знать підтримували мандрівних поетів. Серед останніх відомим був Удйотан Сурі.

## Володарі
- Шеоджі (1250—1273)
- Астхїан (1273—1292)
- Духад (1292—1309)
- Райпал (1309—1313)
- Канхапал (1313—1323)
- Джалансі (1323—1328)
- Чада (1328—1344)
- Тіда (1344—1357)
- Канхадев (1357—1374)
- Бірамдев (1374—1383)
- Чандра (1383—1424)
- Ранмал (1424—1427)
- Джодха (1427—1489)
- Рао Сатал (1489—1491)
- Суджа (1491—1515)
- Бірам Сінґх (1515)
- Ганга (1515—1532)
- Малдева (1532—1562)
- Чандрасен (1562—1581)
- Удай Сінґх (1583—1595)
- Сураджмал (1595—1619)
- Гадж Сінґх I (1619—1638)
- Джасвант Сінґх (1638—1678)
- Аджит Сінґх (1678—1724)
- Бахт Сінґх (1724)
- Абхай Сінґх (1724—1749)
- Рам Сінґх (1749—1751), вперше
- Бахт Сінґх (1751—1752)
- Віджай Сінґх (1752—1753), вперше
- Рам Сінґх (1753—1772), вдруге
- Віджай Сінґх (1772—1793), вдруге
- Бхім Сінґх (1793—1803)
- Ман Сінґх (1803—1843)
- Тахт Сінґх (1843—1873)
- Джасвант Сінґх II (1873—1895)
- Сардар Сінґх (1895—1911)
- Сумайр Сінґх (1911—1918)
- Умайд Сінґх (1918—1947)
- Ханвант Сінґх (1947)
- Гадж Сінґх II (1947—1949)